# Spoorlijn Malmö - Ystad
De spoorlijn Malmö – Ystad (Zweeds: Ystadbanan) is een Zweedse spoorlijn van de voormalige spoorwegmaatschappij Malmö – Ystads Järnväg (afgekort: MYJ) met de bijnaam Grevebanan, gelegen in de provincie  Skåne.

## Geschiedenis
De Malmö – Ystads Järnvägsaktiebolag (MYJ) werd tijdens een vergadering in Malmö op 2 mei 1866 opgericht door graaf van Börringekloster, Corfitz Beck-Friis. Daarna stelde N. Fr. Frykholm een onderzoek in naar de kosten. In september 1866 was Frykholm klaar met zijn onderzoek. Er waren twee mogelijkheden:
- Voorstel 1: De bovenbouw zou een gewicht hebben van 29 kg/m. Geen rollend materieel werd opgenomen omdat het voorstel behelsde dat de staatsspoorwegmaatschappij (Statens Järnvägar; SJ) de lijn zou exploiteren  met haar locomotieven en wagons.

- Voorstel 2: De bovenbouw zou een gewicht hebben van 24,5 kg/m. Volgens dit voorstel zou de onderneming zorg dragen voor eigen rollend materieel en in overleg met Statens Järnvägar (SJ) en Ystad - Eslövs Järnväg (YEJ) gebruik zou maken van de stations van Malmö en Ystad.

### 891, 1067 of 1435
In de zomer van 1872 werd na een aantal vergaderingen in Anderslöv besloten om vanwege de kosten het traject als smalspoor aan te leggen. JM Ekströmer, hoofd van de Weg- en waterbouwkunde kreeg de opdracht een onderzoek in te stellen.
Het resultaat van zijn onderzoek was een smalspoor met een spoorbreedte van 891 mm en een gewicht van 17 kg/m met een zijlijn tussen Skabersjö en Trelleborg.
Op 2 november 1872 kwam in Malmö Sandell met het voorstel voor een smalspoor met een spoorbreedte van 1067 mm en een gewicht hebben van 17,2 kg/m met het bijbehorend rollend materieel.
Op 3 december 1872 werd tijdens de vergadering besloten tot de aanvraag van de concessie voor het traject Malmö – Ystad. Tevens werd besloten een concessie voor de zijlijn Börringe – Anderslöv aan te vragen doch deze werd later verstrekt aan de Börringe - Östratorps Järnväg (BÖJ).
Het bestuur kreeg tijdens deze vergadering de toestemming om met extra geld het traject met een spoorbreedte van 1435 mm aan te leggen.
Op 4 februari 1873 werd de gevraagde concessie voor het traject tussen station Malmö Västra en Ystad verstrekt en de werkzaamheden begonnen begin van april 1873 onder leiding van E. Sandell. Op 19 september 1874 was het gehele traject gereed.
Voor het vrachtvervoer werd het traject op 16 december 1874 geopend en voor het personenvervoer op 19 september 1874.
In Ystad werd geen eigen station gebouwd maar werd een overeenkomst gesloten met de Ystad - Eslövs Järnväg (YEJ) voor gezamenlijk gebruik van het station.
Op 10 juni 1955 werd het traject tussen station Malmö Västra en Södervärn stilgelegd.
Het goederenvervoer tussen Hindby en Södervärn bleef tot 1 maart 1972.
In de jaren 1970 werd begonnen met de bouw van een nieuw spoor tussen Fosieby en Oxie. Op 4 juni 1973 werd het traject geopend en het voormalig MYJ-traject van Lönngatan – Hindby – Oxie werd gesloten.

## Treindiensten

### SJ
De Statens Järnvägar verzorgde tot 17 juni 2007 het personenvervoer op dit traject met Pendeltågstoptreinen. De treindienst werd uitgevoerd met treinstellen van het type X 11.
- 107: Malmö C – Ystad – Simrishamn

### Arriva
De firma Arriva verzorgde tussen 17 juni 2007 en 15 juni 2016 in opdracht van Skånetrafiken het personenvervoer op dit traject met Pendeltågstoptreinen. De treindienst werd uitgevoerd met treinstellen van het type X 11. Vanaf 2009 werden deze treinstellen vervangen door treinstellen van het type Coradia Nordic X 61.
- 107: Malmö C – Ystad – Simrishamn

### DSB

#### Kopenhagen – Ystad – Bornholm
Er bestaat sinds 2000 een rechtstreekse treindienst van København H over de spoorlijn Kopenhagen – Malmö verder over deze spoorlijn naar de Zweedse stad Ystad waar overgestapt kan worden op de catamarans Villum Clausen en Leonora Christina en het het vracht- en passagiersschip Povl Anker naar de haven van Rønne op het Deense eiland Bornholm.
De treindienst werd eerst uitgevoerd met treinstellen van het type MF. Tegenwoordig wordt de treindienst uitgevoerd met treinstellen van het type ET.
- IC: København H – Kastrup – (Fosieby (K)) – Svedala – Skurup – Ystad

## Aansluitingen
In de volgende plaatsen was of is er een aansluiting van de volgende spoorwegmaatschappijen:

### Malmö
In Malmö waren vier stations voor lokale en interlokale treinen.

### Malmö Centraal

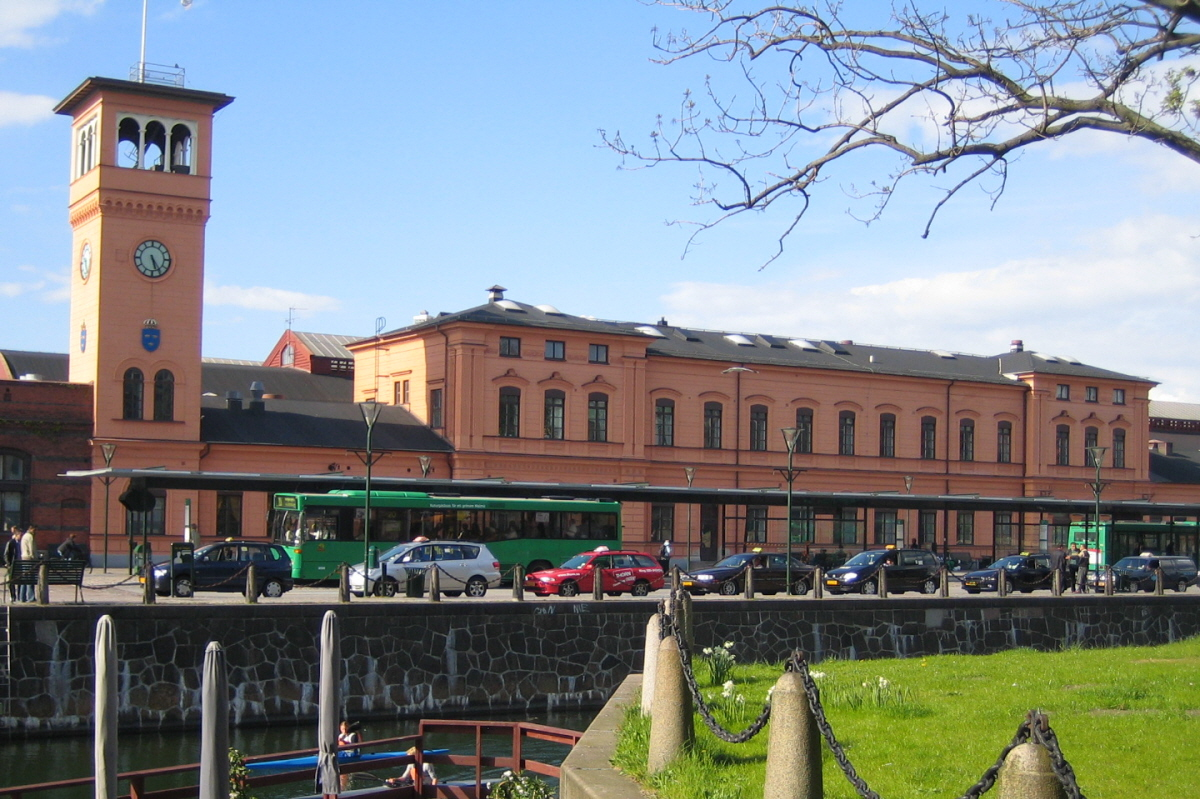
Malmö Centraalstation

Het station Malmö Central gelegen aan de Skeppsbron was het beginpunt van de SJ spoorlijn over Lund en Falköping naar Stockholm en na 1896 van de spoorlijn over Lund C naar Göteborg C.
De architect van dit station was Folke Zettervall werd in 1856 geopend. Het station was aan de buitenzijde van de stad bij de veerhaven gevestigd.
Op 14 december 1866 werd het gebouw door een brand voor het grootste deel vernietigd. Deze werden in 1872 hersteld. Het station kreeg in 1926 de officieel naam Malmö Central.
- Södra stambanan spoorlijn tussen Falköping C en Malmö C
- Malmö - Billesholms Järnväg (MBJ) treinen uit Billesholm

De (MBJ) werd in 1896 door de staat genationaliseerd en de bedrijfsvoering over gedragen aan de SJ. Het traject was onderdeel van de historische Västkustbanan route.
- Kopenhagen H – Malmö C spoorlijn tussen Kopenhagen H en Malmö C
- Citytunnel Malmö tunnelspoorlijn langs het centrum van Malmö

De langeafstandstreinen worden in hoofdzaak uitgevoerd door X 2000 treindiensten van Malmö C door soms via Göteborg C naar Stockholm C rijden.
Ook is er de mogelijkheid om over te stappen op de Pågatågenpersonentreinen die geëxploiteerd worden door Skånetrafiken op de volgende lijnen:
- Malmö C – Ystad – Simrishamn
- Malmö C – Landskrona – Helsingborg – Ängelholm
- Malmö C – Teckomatorp – Helsingborg
- Malmö C – Lund C
- Malmö C – Höör

#### Malmö Östervärn
Het station Malmö Östervärn (vroeger Lundavägen) was het eindpunt voor de volgende trajecten:
- Malmö - Tomelilla Järnväg (MöToJ)
  - Malmö - Simmrischamn Järnväg (MSJ)
- Malmö - Genarp Järnväg (MGJ) spoorlijn uit Genarp
- Malmö - Kontinentens Järnväg (MKJ) spoorlijn uit Trelleborg

Tegenwoordig is het een halte op het traject van de Skånetrafiken naar Ystad en Simrishamn

#### Malmö Västra

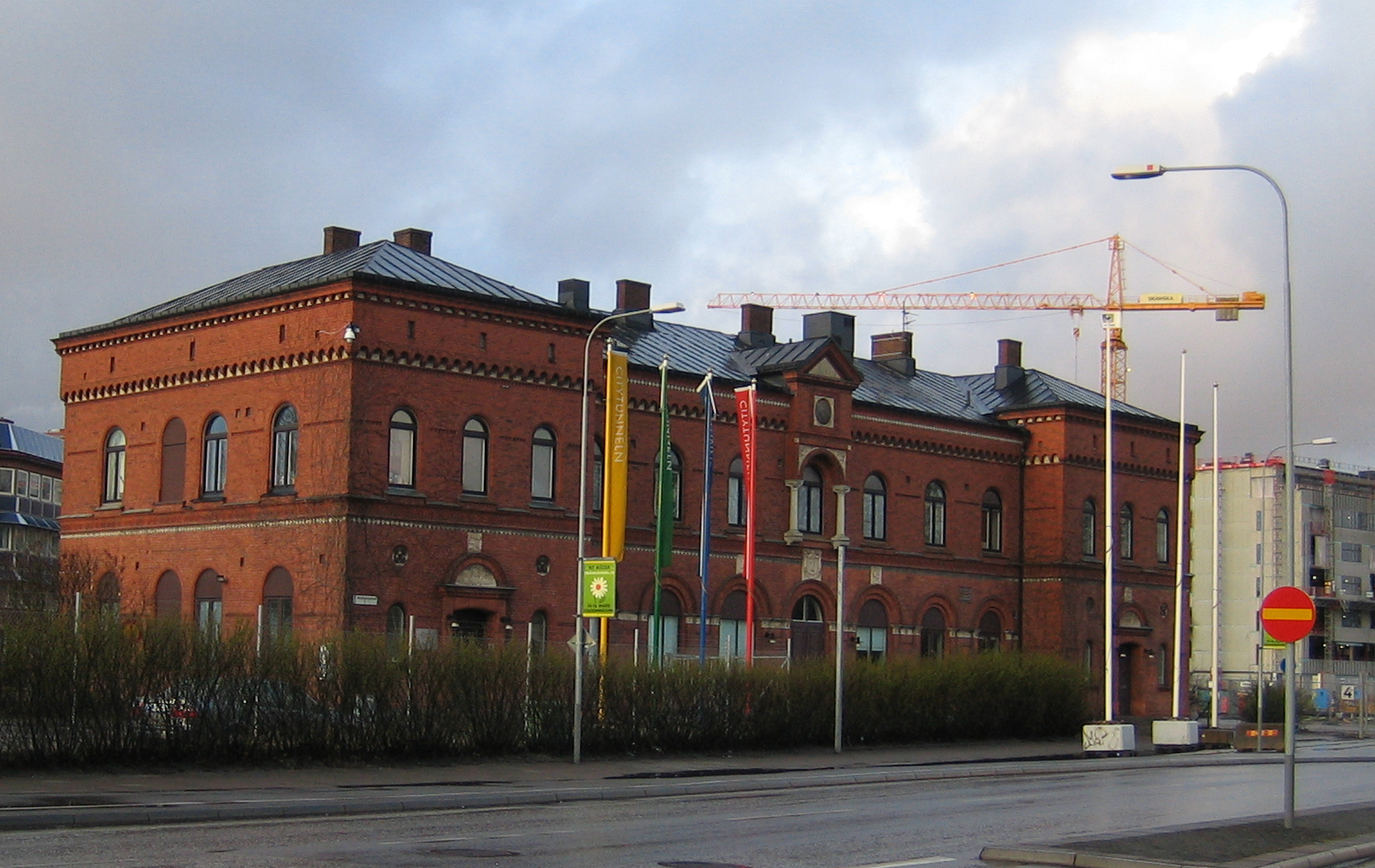
Malmö Västra

Het station Malmö Västra is gebouwd in 1874 voor de Malmö-Ystads Järnväg (MYJ) naar Ystad en vanaf 1886 ook gebruikt door de Malmö-Trelleborgs Järnväg (MTJ) naar Trelleborg was gevestigd aan de Bagers Plats. De treindiensten van de MYJ en de MTJ werden in 1955 opgeheven en werd het station Södervärn het beginpunt van deze lijnen. Het station is momenteel in gebruik als kantoor voor de  Citytunnelprojektet.
Het station moet niet verwisseld worden met het station Malmö-Limhamns Järnväg (MLJ).
Het station Malmö Västra was het eindpunt voor de volgende trajecten:
- Malmö - Trelleborgs Järnväg (MTJ) spoorlijn uit Trelleborg

#### Malmö MLJ
Het Malmö-Limhamns Järnväg (MLJ) station naar Limhamn was gelegen aan de Bassängkajen. Dit station is in 1960 afgebroken.
Het station Malmö MLJ was het eindpunt voor het traject:
- Malmö - Limhamns Järnväg (MLJ) spoorlijn uit Limhamns

#### Södervârn
- Malmö - Trelleborgs Järnväg (MTJ) spoorlijn tussen Malmö en Trelleborg

### Skabersjö
- Malmö - Ystads Järnväg (MYJ) niet gebouwde spoorlijn tussen Skabersjö en Trelleborg

### Svedala
- Landskrona - Lund - Trelleborg Järnväg (LLTJ) spoorlijn tussen Landskrona en Lund naar Trelleborg

### Börringe
- Börringe - Östratorps Järnväg (BÖJ) spoorlijn tussen Börringe en Östratorp

### Rydsgård
- Trelleborg - Rydsgårds Järnväg (TRJ) spoorlijn tussen Rydsgård en Trelleborg

### Charlottenlund
- Ystad - Skivarps Järnväg (YSJ) spoorlijn tussen Ystad en Skivarp

### Ystad

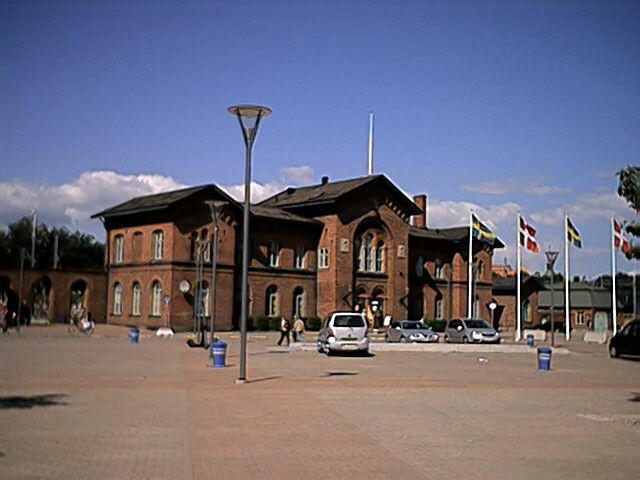
haven zijde station Ystad

- Ystad - Eslövs Järnväg (YEJ) spoorlijn tussen Ystad en Eslöv
- Ystad - Skivarps Järnväg (YSJ) spoorlijn tussen Ystad en Skivarp
- Ystad - Brösarps Järnväg (YBJ) spoorlijn tussen Ystad en Brösarp
- Ystad - Gärsnäs - St Olofs Järnväg (YGStOJ) spoorlijn tussen Ystad en Gärsnäs naar St Olof

### Treindiensten
Er bestaat vanaf København H een rechtstreekse treindienst naar de Zweedse stad Ystad waar overgestapt kan worden op de catamaran Villum Clausen naar het Deense eiland Bornholm.

## ATC
In 1991 werd het traject voorzien van het zogenaamde Automatische Tågkontroll (ATC). Dit beveiligingssysteem kwam op 3 juni 1991 in dienst.

## Verkeersleiding
Op 20 juni 1996 werd de centrale verkeersleiding op dit traject in gebruik genomen.

## Bedrijfsvoering
Toen het traject van Malmö naar Ystad werd gebouwd door de Malmö – Ystads Järnväg (MYJ) en in 1874 geopend was dit het moment om te gaan samenwerken met de Ystad – Eslövs Järnväg (YEJ). Uit deze samenwerking ontstond in 1884 een samenwerkingsverband omgezet in het uitvoeren van de bedrijfsvoering.
De Ystads Järnvägar (afgekort: YJ) werd in 1912 opgericht als voortzetting van het samenwerkingsverband en de bedrijfsvoering uitvoerde bij de volgende zes onafhankelijke spoorwegonderneming:
- Ystad - Eslövs Järnväg (YEJ)
- Malmö – Ystads Järnväg (MYJ)
- Börringe - Östratorps Järnväg (BÖJ)
- Ystad - Gärsnäs - St Olofs Järnväg (YGStOJ)
- Ystad - Brösarps Järnväg (YBJ)
- Ystad - Skivarps Järnväg (YSJ)

## Genationaliseerd
De YJ en de bovengenoemde ondernemingen werden op 1 juli 1941 door de staat genationaliseerd en de bedrijfsvoering over gedragen aan de SJ.

## Elektrische tractie
Het traject werd op 8 juni 1996 geëlektrificeerd met een spanning van 15.000 volt 16 2/3 Hz wisselstroom.

## Bron
- Historiskt om Svenska Järnvägar
- Jarnvag.net